# Josh Green (Basketballspieler)
Joshua Benjamin Green (* 16. November 2000 in Sydney, New South Wales) ist ein australischer Basketballspieler, der derzeit bei den Charlotte Hornets der National Basketball Association (NBA) unter Vertrag steht.

## Laufbahn
Greens aus den Vereinigten Staaten stammender Vater Delmas war Basketballspieler am Oregon Institute of Technology und später in Sydney sowohl als Basketballspieler wie als Trainer tätig. Greens Mutter Cahla ist Australierin.
Green spielte als Jugendlicher neben Basketball auch Australian Football und Fußball. Sein Landsmann Ben Simmons wurde ein Mentor Greens, der 2014 gemeinsam mit seiner Familie sein Heimatland verließ und in den US-Bundesstaat Arizona ging. Dort spielte Green an der Mountain Ridge High School in Glendale, in der Saison 2016/17 verstärkte er die Mannschaft von Hillcrest Prep in Phoenix und wechselte schließlich an die IMG Academy in den Bundesstaat Florida.
Anfang Oktober 2018 gab Green seinen Entschluss eines Wechsels an die University of Arizona bekannt. 2018 und 2019 nahm er als Mitglied einer Weltauswahl am Nike Hoop Summit teil, in dessen Rahmen er gegen einige der besten US-Spieler seines Jahrgangs antrat. Greens Bruder Jay wechselte als Basketballspieler an die University of Nevada, Las Vegas. Für die Hochschulmannschaft der University of Arizona bestritt Josh Green in der Saison 2019/20 30 Spiele und kam auf Mittelwerte von 12 Punkten, 4,6 Rebounds, 2,6 Korbvorlagen und 1,5 Ballgewinne je Begegnung. Im April 2020 teilte Green mit, fortan als Profi zu spielen und die Hochschule nach einem Jahr zu verlassen. Er gab ebenso wie seine Mannschaftskameraden Zeke Nnaji und Niccolò Mannion seine Teilnahme am Draftverfahren der NBA bekannt. Die Dallas Mavericks wählten ihn dort an 18. Stelle aus. Für die Texaner spielte Green bis 2024, als er mit der Mannschaft die NBA-Finalserie erreichte, dort aber unterlag.
Im Sommer 2024 war er in ein Tauschgeschäft eingebunden und kam zu den Charlotte Hornets.

### Nationalmannschaft
Mit der australischen Nationalmannschaft gewann Green bei den 2021 ausgetragenen Olympischen Sommerspielen 2020 die Bronzemedaille.

## Karriere-Statistiken

### NBA

#### Hauptrunde
| Saison  | Team   | GP  | GS | MPG  | FG % | 3P % | FT % | RPG | APG | SPG | BPG | PPG |
| ------- | ------ | --- | -- | ---- | ---- | ---- | ---- | --- | --- | --- | --- | --- |
| 2020–21 | Dallas | 39  | 5  | 11.4 | .452 | .160 | .565 | 2.0 | 0.7 | 0.4 | 0.1 | 2.6 |
| 2021–22 | Dallas | 67  | 3  | 15.5 | .508 | .359 | .689 | 2.4 | 1.2 | 0.7 | 0.2 | 4.8 |
| 2022–23 | Dallas | 60  | 21 | 25.7 | .537 | .402 | .723 | 3.0 | 1.7 | 0.7 | 0.1 | 9.1 |
| Gesamt  | Gesamt | 166 | 29 | 18.2 | .516 | .368 | .691 | 2.5 | 1.3 | 0.6 | 0.1 | 5.8 |

#### Play-offs
| Saison  | Team   | GP | GS | MPG | FG % | 3P % | FT % | RPG | APG | SPG | BPG | PPG |
| ------- | ------ | -- | -- | --- | ---- | ---- | ---- | --- | --- | --- | --- | --- |
| 2020–21 | Dallas | 1  | 0  | 4.0 | —    | —    | —    | 0.0 | 0.0 | 0.0 | 0.0 | 0.0 |
| Gesamt  | Gesamt | 1  | 0  | 4.0 | —    | —    | —    | 0.0 | 0.0 | 0.0 | 0.0 | 0.0 |